# Navia pilarica
Navia pilarica là một loài thực vật có hoa trong họ Bromeliaceae. Loài này được Betancur mô tả khoa học đầu tiên năm 2001.